# Jaegerthal

Ruine des Eisenhammers, ehemalige Lagerhallen der Holzkohle

Jaegerthal (deutsch ursprünglich Jägerthal) ist ein Ort in der Europäischen Gebietskörperschaft Elsass und in der Region Grand Est, der nordöstlich von Bad Niederbronn im Gebiet der in Frankreich so genannten Nordvogesen liegt und zur Gemeinde Windstein gehört. Der Ort ist benannt nach dem gräflich hanauischen Bergrichter Adam Jäger, der hier 1602 ein Eisenwerk gründete. Jaegerthal ist die Heimat der berühmten französischen Industriellenfamilie de Dietrich, die 1684 den Eisenhammer erwarb. Dort war ein Bach – der Schwarzbach – Auslöser einer starken Industrialisierung. Im Jaegerthal der Nordvogesen erinnern die Ruinen der ersten Eisenschmieden von de Dietrich an die industrielle Entwicklung. Außerdem liegt hier im kühlen waldigen Tal die Sommerresidenz der De Dietrichs. Das Schloss ist in Privatbesitz und nicht zugänglich.